# Corinne Camacho
Corinne Camacho, również Corinne Michaels, właśc. Gloria Angelina Katharina Alletto (ur. 31 października 1941 w New Jersey, zm. 15 września 2010 w Beaverton w stanie Oregon) – amerykańska aktorka telewizyjna i filmowa.

## Życiorys
Urodzona w New Jersey, w wieku pięciu lat przeprowadziła się z rodzicami do Los Angeles. Dwukrotnie zamężna, miała dwoje dzieci.
W roku 1996 przeniosła się do Nowego Meksyku, gdzie założyła i prowadziła hospicjum. Pięć lat później zamieszkała w stanie Oregon, gdzie pracowała jako doradca osobisty i tworzyła muzykę dla dzieci. W 2006 roku wydała album Love Notes & Lullabies.

## Filmografia
Wystąpiła w blisko sześćdziesięciu produkcjach, w tym m.in. w: Cagney i Lacey, Airwolf, Trapper John, M.D., Domek na prerii, Magnum, The Waltons, Aniołki Charliego, Prywatny detektyw Jim Rockford, Cannon, Kolchak: The Night Stalker, M.A.S.H., Barnaby Jones, Medical Center oraz Dni naszego życia.